# 1963年
1963年（1963 ねん）は、西暦（グレゴリオ暦）による、火曜日から始まる平年。昭和38年。

## 他の紀年法
- 干支：癸卯（みずのと う）
- 日本（月日は一致）
  - 昭和38年
  - 皇紀2623年
- 中華民国（月日は一致）
  - 中華民国52年
- 朝鮮（月日は一致）
  - 主体52年
- 仏滅紀元：2505年-2506年
- イスラム暦：1382年8月5日-1383年8月14日
- ユダヤ暦：5723年4月5日-5724年4月15日
- 修正ユリウス日(MJD)：38030-38394
- リリウス日(LD)：138871-139235

## カレンダー
| 1月 |    |    |    |    |    |    |
| 日  | 月 | 火 | 水 | 木 | 金 | 土 |
|     |    | 1  | 2  | 3  | 4  | 5  |
| 6   | 7  | 8  | 9  | 10 | 11 | 12 |
| 13  | 14 | 15 | 16 | 17 | 18 | 19 |
| 20  | 21 | 22 | 23 | 24 | 25 | 26 |
| 27  | 28 | 29 | 30 | 31 |    |    |
|     |    |    |    |    |    |    |

| 2月 |    |    |    |    |    |    |
| 日  | 月 | 火 | 水 | 木 | 金 | 土 |
|     |    |    |    |    | 1  | 2  |
| 3   | 4  | 5  | 6  | 7  | 8  | 9  |
| 10  | 11 | 12 | 13 | 14 | 15 | 16 |
| 17  | 18 | 19 | 20 | 21 | 22 | 23 |
| 24  | 25 | 26 | 27 | 28 |    |    |
|     |    |    |    |    |    |    |

| 3月 |    |    |    |    |    |    |
| 日  | 月 | 火 | 水 | 木 | 金 | 土 |
|     |    |    |    |    | 1  | 2  |
| 3   | 4  | 5  | 6  | 7  | 8  | 9  |
| 10  | 11 | 12 | 13 | 14 | 15 | 16 |
| 17  | 18 | 19 | 20 | 21 | 22 | 23 |
| 24  | 25 | 26 | 27 | 28 | 29 | 30 |
| 31  |    |    |    |    |    |    |
|     |    |    |    |    |    |    |

| 4月 |    |    |    |    |    |    |
| 日  | 月 | 火 | 水 | 木 | 金 | 土 |
|     | 1  | 2  | 3  | 4  | 5  | 6  |
| 7   | 8  | 9  | 10 | 11 | 12 | 13 |
| 14  | 15 | 16 | 17 | 18 | 19 | 20 |
| 21  | 22 | 23 | 24 | 25 | 26 | 27 |
| 28  | 29 | 30 |    |    |    |    |
|     |    |    |    |    |    |    |

| 5月 |    |    |    |    |    |    |
| 日  | 月 | 火 | 水 | 木 | 金 | 土 |
|     |    |    | 1  | 2  | 3  | 4  |
| 5   | 6  | 7  | 8  | 9  | 10 | 11 |
| 12  | 13 | 14 | 15 | 16 | 17 | 18 |
| 19  | 20 | 21 | 22 | 23 | 24 | 25 |
| 26  | 27 | 28 | 29 | 30 | 31 |    |
|     |    |    |    |    |    |    |

| 6月 |    |    |    |    |    |    |
| 日  | 月 | 火 | 水 | 木 | 金 | 土 |
|     |    |    |    |    |    | 1  |
| 2   | 3  | 4  | 5  | 6  | 7  | 8  |
| 9   | 10 | 11 | 12 | 13 | 14 | 15 |
| 16  | 17 | 18 | 19 | 20 | 21 | 22 |
| 23  | 24 | 25 | 26 | 27 | 28 | 29 |
| 30  |    |    |    |    |    |    |
|     |    |    |    |    |    |    |

| 7月 |    |    |    |    |    |    |
| 日  | 月 | 火 | 水 | 木 | 金 | 土 |
|     | 1  | 2  | 3  | 4  | 5  | 6  |
| 7   | 8  | 9  | 10 | 11 | 12 | 13 |
| 14  | 15 | 16 | 17 | 18 | 19 | 20 |
| 21  | 22 | 23 | 24 | 25 | 26 | 27 |
| 28  | 29 | 30 | 31 |    |    |    |
|     |    |    |    |    |    |    |

| 8月 |    |    |    |    |    |    |
| 日  | 月 | 火 | 水 | 木 | 金 | 土 |
|     |    |    |    | 1  | 2  | 3  |
| 4   | 5  | 6  | 7  | 8  | 9  | 10 |
| 11  | 12 | 13 | 14 | 15 | 16 | 17 |
| 18  | 19 | 20 | 21 | 22 | 23 | 24 |
| 25  | 26 | 27 | 28 | 29 | 30 | 31 |
|     |    |    |    |    |    |    |

| 9月 |    |    |    |    |    |    |
| 日  | 月 | 火 | 水 | 木 | 金 | 土 |
| 1   | 2  | 3  | 4  | 5  | 6  | 7  |
| 8   | 9  | 10 | 11 | 12 | 13 | 14 |
| 15  | 16 | 17 | 18 | 19 | 20 | 21 |
| 22  | 23 | 24 | 25 | 26 | 27 | 28 |
| 29  | 30 |    |    |    |    |    |
|     |    |    |    |    |    |    |

| 10月 |    |    |    |    |    |    |
| 日   | 月 | 火 | 水 | 木 | 金 | 土 |
|      |    | 1  | 2  | 3  | 4  | 5  |
| 6    | 7  | 8  | 9  | 10 | 11 | 12 |
| 13   | 14 | 15 | 16 | 17 | 18 | 19 |
| 20   | 21 | 22 | 23 | 24 | 25 | 26 |
| 27   | 28 | 29 | 30 | 31 |    |    |
|      |    |    |    |    |    |    |

| 11月 |    |    |    |    |    |    |
| 日   | 月 | 火 | 水 | 木 | 金 | 土 |
|      |    |    |    |    | 1  | 2  |
| 3    | 4  | 5  | 6  | 7  | 8  | 9  |
| 10   | 11 | 12 | 13 | 14 | 15 | 16 |
| 17   | 18 | 19 | 20 | 21 | 22 | 23 |
| 24   | 25 | 26 | 27 | 28 | 29 | 30 |
|      |    |    |    |    |    |    |

| 12月 |    |    |    |    |    |    |
| 日   | 月 | 火 | 水 | 木 | 金 | 土 |
| 1    | 2  | 3  | 4  | 5  | 6  | 7  |
| 8    | 9  | 10 | 11 | 12 | 13 | 14 |
| 15   | 16 | 17 | 18 | 19 | 20 | 21 |
| 22   | 23 | 24 | 25 | 26 | 27 | 28 |
| 29   | 30 | 31 |    |    |    |    |
|      |    |    |    |    |    |    |

## できごと

### 1月
- 1月 - 北陸地方を中心に日本全国豪雪（昭和38年1月豪雪）。富山県薬師岳では、愛知大学山岳部薬師岳遭難事故が発生。同大山岳部員13名が死亡[1]。
- 1月1日
  - 大韓民国の行政区画の再編、ソウル特別市の拡張および釜山直轄市の設置、一部の郡の所属の変更（蔚珍郡を江原道から慶尚北道に編入など）。
  - フジテレビ系で日本国産連続30分テレビアニメ第1号『鉄腕アトム』放映開始[2]。
- 1月7日 - 四国コカ・コーラボトリング（当時の社名：四国飲料）設立。
- 1月14日 - 新劇の名門・文学座の分裂騒動が表面化[3]。芥川比呂志、岸田今日子、山﨑努ら中堅の劇団員が集団で文学座を脱退、劇団雲結成を表明[4]。
- 1月18日 - ホテルニューオータニの運営会社である大谷国際観光（現・ニューオータニ）設立。
- 1月21日 - 日本テレビ系全国ネットで「キユーピー3分クッキング」放送開始。
- 1月22日 - エリゼ条約（仏独協力条約）制定
- 1月24日 - 北海道コカ・コーラボトリング（当時の社名：北海道飲料）設立。

### 2月
- 2月4日 - 三井住友ファイナンス&リースの前身である住商リース設立。
- 2月10日 - 福岡県小倉・門司・戸畑・若松・八幡の5市が合併して北九州市が誕生[5]。
- 2月18日 - インドネシア、バリ島のアグン山の噴火活動始まる。世界的な気温低下をもたらした。
- 2月28日 - 名古屋高裁が、「吉田岩窟王事件」の吉田石松に事件発生から50年目で無罪判決。

### 3月
- 3月 - 寿屋がサントリーに社名変更。
- 3月1日 - 江崎グリコが「グリココーン」を発売。
- 3月17日 - シスコ製菓が「シスコーン」を発売。
- 3月22日 - ザ・ビートルズ初の英国盤公式オリジナル・アルバム『Please Please Me』が発売される。
- 3月25日 - トヨタ自動車が「ライトスタウト」、「ライトバス」を発売。
- 3月27日 - 第35回選抜高等学校野球大会が阪神甲子園球場で開幕。
- 3月30日 - 綾瀬-鴨宮間の鴨宮モデル線(現:東海道新幹線)にて世界で初の時速256kmを達成[6]。車両は0系新幹線の試験車でもある新幹線1000形が達成。
- 3月31日 - 吉展ちゃん誘拐殺人事件が発生[7]。

### 4月
- 4月1日
  - 2月10日に合併により誕生した北九州市が全国6番目の政令指定都市となり、三大都市圏以外で初の政令指定都市となる。合併前の旧5市がそれぞれ区となった。
  - 福島県初の民放テレビ局、福島テレビ開局。また、ラジオでは栃木放送、茨城放送が開局。
- 4月2日 - 日暮里大火が発生[6]。
- 4月5日 - 第35回選抜高等学校野球大会の決勝戦が阪神甲子園球場において行われ、山口県の下関商が北海道の北海に10対0で勝利し、初優勝。
- 4月7日
  - NHK総合テレビで大河ドラマが放送開始。第1作は舟橋聖一原作の『花の生涯』[8]。
  - ユーゴスラビアが国名を「ユーゴスラヴィア社会主義連邦共和国」に改称し、チトーが終身大統領に就任。
- 4月16日 - 京阪本線天満橋～淀屋橋間延伸開業。
- 4月22日 - 女性週刊誌「女性セブン」（小学館）創刊。
- 4月25日 - 大阪駅前に日本初の横断歩道橋設置。
- 4月27日 - サントリーが「サントリービール」を発売[9]。

### 5月
- 5月1日 - 埼玉県狭山市で16歳の少女が失踪、その後自宅で脅迫状らしきものが見つかり誘拐として捜査開始（狭山事件の発端）[10]。
- 5月8日 - 南ベトナムのフエで仏旗掲揚禁止抗議デモに警察が発砲、8名の犠牲者を出し、仏教徒への弾圧はじまる（仏教徒危機）。
- 5月22日 - ギリシャの民主左翼同盟党首グリゴリス・ランブラキスがテッサロニキで行われた反戦集会での帰り道、サイドカーに乗った男に棍棒で頭部を殴打され負傷、5日後の5月27日に脳挫傷で死亡。

### 6月
- 6月1日
  - 山形県酒田市十里塚海岸沖約1kmにて、漁業者の通報により無灯火の不審船を発見。酒田海上保安部が追跡するも停船命令に応じず、逃走。これが海上保安庁として初めて公に確認した不審船事案となる。
  - 大塚製薬工場と医薬品卸業者49社の出資により大鵬薬品工業設立。
- 6月5日 - 関西電力の黒部川第四発電所が完成[11]。

### 7月
- 7月1日 - 松下電器産業と松下電工の出資によりナショナル住宅建材設立。
- 7月2日 - 日清食品が「日清焼そば」を発売。
- 7月11日 - 老人福祉法公布[12]。
- 7月15日
  - 右翼の野村秋介と松野卓夫、神奈川県平塚市の河野一郎建設大臣の私邸に乱入。秘書を脅迫の上で放火（河野一郎邸焼き討ち事件）[13]。
  - 信越本線碓氷峠区間をそれまでのアプト式から粘着運転方式に変更する事となる。
- 7月16日 - 名神高速道路の栗東 - 尼崎が開通（日本初の高速道路）。
- 7月20日
  - 芸能事務所の太田プロダクション設立。
  - サンヨー食品が「ピヨピヨラーメン」を発売。関東地区で大ヒット商品となる。
- 7月21日 - 皆既日食が北海道 - ベーリング海までの地域で観測される[13]。大雪山付近で始まり、網走、知床半島を通過。千島列島、カムチャツカ半島を通りベーリング海まで観測された。
- 7月29日 - スーパーマーケットのサミット（当時の社名:京浜商会）設立。

### 8月
- 8月1日 - 本田技研工業が軽トラック「T360」を発売（10月には小型スポーツカー「S500」を発売）。
- 8月7日 - 「愛と死をみつめて」の（原作の）ヒロイン、大島みち子死去。
- 8月8日 - 未明のイギリス・ロンドン郊外で大列車強盗事件発生。260万UKポンド（当時約26億円）が強奪される。
- 8月9日 - 第45回全国高等学校野球選手権大会が阪神甲子園球場と阪急西宮球場で開幕。記念大会の為、48校が参加し、開催期間の長期化を避けるため、3回戦までの40試合のうち18試合で阪急西宮球場が使用された。
- 8月14日 - 三国コカ・コーラボトリング（当時の社名：三国飲料）設立。
- 8月15日 - 政府主催による全国戦没者追悼式が開かれる[14]。以後毎年8月15日に開催。
- 8月17日 - 藤田航空機八丈富士墜落事故発生[14]。
- 8月20日 - 第45回全国高等学校野球選手権大会の決勝戦が甲子園において行われ、大阪府の明星高が山口県の下関商を2対1で下し、初優勝。
- 8月26日 - 波崎事件
- 8月27日 - エースコックが「ワンタンメン」を発売。
- 8月28日 - ワシントン大行進。ワシントン記念塔前で、マーティン・ルーサー・キング・ジュニアによるいわゆる"I Have a Dream"演説が行われる。
- 8月30日 - 国土地理院が2万5000分の1の地図を基本地図に決定[15]。

### 9月
- 9月1日 - 国鉄が自動列車停止装置(ATS)の使用開始[15]。
- 9月5日 - 営団地下鉄銀座線京橋駅で時限爆弾が爆発して10人が負傷（草加次郎事件の起こり）[16]。
- 9月10日 - 筑波研究学園都市の建設が閣議了解。
- 9月12日 - 最高裁で松川事件の被告全員の無罪が確定[17]。

### 10月
- 10月1日 - 信越本線碓氷峠区間のアプト式の旧線が廃止され、これに伴い、すべて複線の粘着運転方式となる。
- 10月6日 - 毎日放送系ネットのクイズ番組『アップダウンクイズ』放送開始。
- 10月9日 - イタリア・バイオントダム災害。
- 10月14日 - 東洋工業が「ファミリア」を発売（当初はバンのみで、後にワゴン・セダンも追加）。
- 10月15日 - 第44臨時国会召集[18]。
- 10月17日 - 村上国治の懲役刑が確定。[19]
- 10月20日 - 日生劇場開場。杮落とし公演はベルリン・ドイツ・オペラ『フィデリオ』[20]。
- 10月23日 - 衆議院解散（ムード解散、所得倍増解散、予告解散）[21]。

### 11月
- 11月1日
  - ニセ札防止のため新千円札（伊藤博文の肖像）発行[22]。
  - 南ベトナムでズオン・バン・ミン指導のクーデター起こる（1963年ベトナム共和国の軍事クーデター）。ゴ・ディン・ジエム大統領、および大統領の弟で顧問のゴ・ディン・ヌー暗殺（英語版）。マダム・ヌーは生き延び、国外逃亡した。
- 11月4日 - 日本シリーズで巨人が西鉄を4勝3敗で下し、2年ぶりに日本一奪還。5年越しの打倒西鉄なる。
- 11月9日 - 三井三池炭鉱爆発事故（三井三池三川炭鉱炭じん爆発）[23]、東海道線鶴見列車脱線多重衝突事故（鶴見事故）[23]が立て続けに発生（血塗られた土曜日）。
- 11月14日 - アイスランド近海で海底火山が噴火、新島が出現。後にスルツェイ島と命名。
- 11月21日 - 第30回衆議院議員総選挙投票（1966年12月27日解散（黒い霧解散））[24]。
- 11月22日 - アメリカのケネディ大統領がテキサス州ダラスで暗殺される（ケネディ大統領暗殺事件）。
- 11月23日 - 初の日米間の衛星中継実験に成功（ケネディ大統領暗殺事件を伝える）[24]。
- 11月29日 - トランスカナダ航空831便墜落事故。

### 12月
- 12月1日 - NHK甲府放送局、NHK長崎放送局、NHK宮崎放送局教育テレビジョンが開局。
- 12月4日 - 第45特別国会召集（12月18日閉会）[25]。
- 12月7日 - 東京地裁で広島・長崎への原爆投下が国際法違反であったという判決（いわゆる「下田判決」）が下される（のちに確定）。
- 12月8日 - 力道山刺される。12月15日死去[26]。
- 12月20日 - 第46国会召集（1964年6月26日閉会）。
- 12月28日 - 山手線で103系電車（ウグイス色）が運転開始。以降1984年まで21年間生産された。
- 日付不明 - 宮城県古川農業試験場で、新品種の米、ササニシキ開発。

## 天候・天災・観測等
- 昭和38年1月豪雪（三八豪雪）

## スポーツ
- 大相撲（幕内最高優勝）
  - 初場所 大鵬幸喜
  - 春場所 大鵬幸喜
  - 夏場所 大鵬幸喜
  - 名古屋場所 北葉山英俊
  - 秋場所 柏戸剛
  - 九州場所 栃ノ海晃嘉
- プロ野球
  - セ・リーグ優勝 読売ジャイアンツ
  - パ・リーグ優勝 西鉄ライオンズ
  - 日本シリーズ優勝 読売ジャイアンツ（4勝3敗）
- ボクシング
  - WBC設立

## 芸術・文化

### 音楽
- ヒット曲・話題曲
  - バーバラ・ルイス 「ハロー・ストレンジャー」
  - マーサ&ザ・ヴァンデラス 「ヒート・ウェイヴ」
  - ローリング・ストーンズ 「カム・オン」「彼氏になりたい」
  - ヴィレッジ・ストンパーズ 「ワシントン広場の夜は更けて」
  - ボブ・ディラン 「風に吹かれて」
  - ダスティ・スプリングフィールド 「二人だけのデート」
  - ザ・ピーナッツ「恋のバカンス」
  - 真理ヨシコ「おもちゃのチャチャチャ」
  - 三波春夫「東京五輪音頭」
  - 坂本九「見上げてごらん夜の星を」
  - 西田佐知子「エリカの花散るとき」
  - 舟木一夫「高校三年生」
  - 梓みちよ「こんにちは赤ちゃん」
  - 三田明「美しい十代」
  - ハナ肇とクレイジー・キャッツ「ホンダラ行進曲」

### 文学
- 芥川賞
  - 第49回（1963年上半期） - 河野多惠子『蟹』
  - 第50回（1963年下半期） - 田辺聖子『感傷旅行センチメンタル・ジャーニィ』
- 直木賞
  - 第49回（1963年上半期） - 佐藤得二『女のいくさ』
  - 第50回（1963年下半期） - 安藤鶴夫『巷談本牧亭』、和田芳恵『塵の中』

### 映画
- 軽蔑（監督：ジャン＝リュック・ゴダール）
- 孤独の報酬
- 007 ロシアより愛をこめて
- 大脱走（監督：ジョン・スタージェス）
- トム・ジョーンズの華麗な冒険（監督：トニー・リチャードソン）
- 鳥（監督：アルフレッド・ヒッチコック）
- 8 1/2（監督：フェデリコ・フェリーニ）
- 召使
- 十三人の刺客（監督：工藤栄一、主演：片岡千恵蔵）
- 天国と地獄（監督：黒澤明）
- にっぽん昆虫記（監督：今村昌平、主演：左幸子）
- 王様の剣
- 海底軍艦
- フランス またはアメリカ でコメディ映画、ピンクの豹が製作、公開された。この翌年に、ピンクの豹のオープニング時にいたピンク色の豹が人気となり。映画と独立作品となった、アニメピンク・パンサー が生まれる。

### テレビ
- 1月1日 - 連続テレビアニメ『鉄腕アトム』放映開始（ - 1966年12月31日）
- 1月21日 - キユーピー3分クッキング（日本テレビ制作）放送開始、現在も放送中。
- 4月1日 - 福島テレビ開局。
- 4月7日 - NHK大河ドラマ第1作「花の生涯」、出演：尾上松緑 (2代目)、淡島千景
- 10月6日 - アップダウンクイズ（毎日放送系）放送開始（ - 1985年10月6日）
- 10月10日 - 「三匹の侍」放送開始
- 12月31日 - 第14回NHK紅白歌合戦。歴代最高視聴率81.4%（関東地区、ビデオリサーチ調べ）。

### ラジオ
- 4月 - ラジオ栃木（現在の栃木放送）、茨城放送（現在のLuckyFM茨城放送）開局。

### 広告宣伝
- コマーシャル

| キャッチフレーズなど                                  | 商品名など               | メーカー       | 出演者     | 音楽       |
| ----------------------------------------------------- | ------------------------ | -------------- | ---------- | ---------- |
| ♪マーブルマーブルマーブルマーブルマーブルチョコレート | 明治マーブルチョコレート | 明治製菓       | 上原ゆかり | オリジナル |
| なんである、アイデアル                                | アイデアル               | 丸定商店       | 植木等     | -          |
| ♪アサヒスタイニー、ア!                                | アサヒスタイニー         | アサヒビール   | -          | -          |
| コニカはコニカ、いいと思うよ                          | コニカ                   | 小西六写真工業 | 松村達雄   | -          |
| いっぱいやっか                                        | 神聖                     | 山本本家       | 伴淳三郎   | -          |
| ♪ブタブタ子ブタ、おなかが空いた、ブー                 | ワンタンメン             | エースコック   | -          | オリジナル |
| 電話一本、お湯が出る                                  | ガス湯沸器               | 東京ガス       | -          | -          |
| 丈夫で長持ち                                          | ユベロン                 | エーザイ       | 渥美清     | -          |

## 誕生

### 1月
- 1月1日 - ジャン＝マルク・グーノン、元F1ドライバー
- 1月1日 - 北島秀一、フードライター、ラーメン評論家（+2014年）
- 1月1日 - 福留朗裕、三井住友銀行頭取
- 1月2日 - デビッド・コーン、元メジャーリーガー
- 1月3日 - ケラリーノ・サンドロヴィッチ、演出家、劇作家、映画監督、脚本家、ミュージシャン
- 1月4日 - トレイ・ヒルマン、元北海道日本ハムファイターズ監督
- 1月4日 - エレーナ・ワロワ、フィギュアスケート選手
- 1月6日 - ノーム・チャールトン、メジャーリーガー
- 1月7日 - 沖田浩之、俳優（+1999年）
- 1月7日 - 中野佐資、元プロ野球選手
- 1月7日 - 朱川湊人、小説家
- 1月8日 - 烏賀陽弘道、ジャーナリスト、音楽評論家
- 1月8日 - 小林浩美、プロゴルファー
- 1月8日 - 寺田千代、歌手（ドリーミング）
- 1月8日 - 寺田嘉代、歌手（ドリーミング）（+2019年）
- 1月9日 - 五十嵐麗、女優・声優
- 1月9日 - マイケル・エバーソン、言語学者
- 1月10日 - 林あまり、歌人・エッセイスト・作詞家
- 1月10日 - 欠端光則、元プロ野球選手
- 1月10日 - 宣銅烈、元プロ野球選手
- 1月10日 - 河野太郎、政治家
- 1月10日 - キラ・イワノワ、フィギュアスケート選手（+2001年）
- 1月12日 - 尾形大作、演歌歌手
- 1月12日 - 真島省三、衆議院議員
- 1月12日 - モーリー・ロバートソン、ラジオパーソナリティ、ミュージシャン、作家、ジャーナリスト、ポッドキャスター
- 1月13日 - 秋本奈緒美、女優
- 1月14日 - スティーヴン・ソダーバーグ、映画監督・脚本家・プロデューサー
- 1月15日 - アーリング・カッゲ、探検家
- 1月17日 - 村山早紀、児童文学作家
- 1月17日 - 新沢としひこ、シンガー・ソングライター、絵本作家、児童文学作家
- 1月17日 - 奥田淳、アニメーター
- 1月18日 - 片桐はいり、女優
- 1月19日 - 松重豊、俳優
- 1月21日 - アキーム・オラジュワン、元バスケットボール選手
- 1月21日 - 平尾誠二、元ラグビー日本代表監督（+2016年）
- 1月22日 - 斉藤庄子、元声優
- 1月22日 - 皆川おさむ、元歌手（+ 2025年）
- 1月23日 - マーティ・ブラウン、元プロ野球選手
- 1月24日 - 岩井俊二、映画監督
- 1月26日 - ジョゼ・モウリーニョ、サッカー指導者
- 1月26日 - 田邊賢輔、ゲームクリエイター
- 1月27日 - 田中哲弥、小説家
- 1月28日 - 岩坪理江、声優
- 1月28日 - 清水信明、元プロ野球選手
- 1月29日 - 福地経人、元プロ野球選手

### 2月
- 2月1日 - 浮島とも子、政治家
- 2月2日 - 錣山親方、元関脇寺尾（+ 2023年）
- 2月2日 - マリー＝クロード・ピエトラガラ、フランスのバレエダンサー・振付家
- 2月3日 - 川合俊一、タレント・元バレーボール選手
- 2月5日 - 宮崎正裕、剣道家
- 2月7日 - 香坂みゆき、女優・タレント
- 2月9日 - 木村祐一、タレント、放送作家、俳優
- 2月10日 - 佐野正幸、ミュージカル俳優
- 2月13日 - 仲道郁代、ピアニスト
- 2月13日 - 深水黎一郎、小説家
- 2月14日 - 河内家菊水丸、タレント
- 2月17日 - マイケル・ジョーダン、元バスケットボール選手
- 2月18日 - 吉野秀、編集者・経営コンサルタント
- 2月18日 - 笹本祐一、SF作家
- 2月19日 - 島朗、将棋棋士
- 2月20日 - 山越吉洋、元プロ野球選手
- 2月20日 - チャールズ・バークレー、元バスケットボール選手
- 2月20日 - 崔永元、アナウンサー
- 2月20日 - 石垣広文、アクション監督、俳優
- 2月23日 - 飯星景子、タレント・作家
- 2月23日 - ボビー・ボニーヤ、メジャーリーガー
- 2月27日 - 太平かつみ、漫才師（かつみ♥さゆり）

### 3月
- 3月1日 - 川崎麻世、タレント、俳優
- 3月2日 - 井上祐二、元プロ野球選手
- 3月3日 - 小松節夫、ラグビーユニオン指導者
- 3月4日 - 野島伸司、脚本家
- 3月7日 - 広田レオナ、女優
- 3月10日 - 藤谷美和子、女優
- 3月10日 - 坂口千仙、元プロ野球選手
- 3月13日 - マリアーノ・ダンカン、元プロ野球選手
- 3月14日 - マイク・ロックフォード、元プロ野球選手
- 3月14日 - 前田真宏、アニメーター、アニメーション監督、漫画家
- 3月15日 - 肥後克広、お笑いタレント（ダチョウ倶楽部）
- 3月16日 -  青沼英二、ゲームクリエイター
- 3月17日 - 甲本ヒロト、ミュージシャン（元THE BLUE HEARTS、THE HIGH-LOWS、現ザ・クロマニヨンズ）
- 3月18日 - 月村了衛、小説家、脚本家
- 3月19日 - 若狭徹 (野球)、元プロ野球選手
- 3月20日 - デヴィッド・シューリス、俳優
- 3月20日 - 渡洋史、俳優
- 3月21日 - 高田裕三、漫画家
- 3月22日 - リッチ・モンテレオーネ、元プロ野球選手
- 3月23日 - マグナム北斗、AV男優
- 3月24日 - 大沼朗裕、テレビプロデューサー
- 3月26日 - 京極夏彦、作家
- 3月26日 - ルイス・メディーナ、元プロ野球選手
- 3月26日 - 金沢幸彦、プロ野球選手
- 3月27日 - クエンティン・タランティーノ、映画監督、脚本家、俳優
- 3月27日 - 中村喜伸、テレビプロデューサー
- 3月28日 - ニーナ・アナニアシヴィリ、バレリーナ
- 3月28日 - 赤木俊夫、財務官僚（+ 2018年）
- 3月28日 - 麻野一哉、ゲームクリエイター
- 3月28日 - 本多知恵子、声優（+ 2013年）
- 3月29日 - 野沢直子、タレント
- 3月29日 - ジル・ワトソン、フィギュアスケート選手

### 4月
- 4月2日 - 入江雅人、俳優
- 4月2日 - 伊東昭光、元プロ野球選手
- 4月3日 - 棚橋祐司、元野球選手
- 4月4日 - 萩原一至、漫画家
- 4月5日 - 大堀こういち、俳優
- 4月6日 - 高橋ひろし、声優
- 4月7日 - 横谷彰将、元プロ野球選手
- 4月8日 - 柳憂怜、タレント、俳優（たけし軍団）
- 4月9日 - マーク・ジェイコブス、ファッションデザイナー
- 4月10日 - 須山浩継、スポーツライター
- 4月12日 - ルーク篁、ミュージシャン
- 4月12日 - 笠井信輔、元フジテレビアナウンサー
- 4月12日 - 森川由加里、歌手
- 4月13日 - 串原泰夫、元プロ野球選手
- 4月13日 - 白石文子、声優
- 4月14日 - 今井美樹、女優、歌手
- 4月18日 - 片石千春、声優
- 4月14日 - 松本豊、元プロ野球選手
- 4月20日 - マウリシオ・グージェルミン、元F1ドライバー
- 4月21日 - 菅浩江、作家
- 4月21日 - タウザー、世界一ネズミを捕った猫（+ 1987年）
- 4月23日 - 柳川範之、経済学者
- 4月24日 - 加藤誉昭、元プロ野球選手
- 4月25日 - 池本小百合、声優
- 4月25日 - デイヴィッド・モイーズ、元サッカー選手、サッカー指導者
- 4月26日 - ジェット・リー、アクション俳優
- 4月26日 - 伊秩弘将、音楽プロデューサー、作詞家
- 4月27日 - 加藤雅也、俳優
- 4月27日 - 吉村禎章、元プロ野球選手
- 4月27日 - 宮根誠司、フリーアナウンサー
- 4月28日 - ロイド・アイスラー、フィギュアスケート選手
- 4月29日 - 上本孝一、元プロ野球選手、プロ野球審判員（+2006年）

### 5月
- 5月1日 - 園川一美、元プロ野球選手
- 5月2日 - 保坂伸、経済産業官僚
- 5月3日 - 上田早苗、NHKアナウンサー
- 5月3日 - 松尾伴内、タレント
- 5月5日 - 工藤公康、元プロ野球選手、福岡ソフトバンクホークス監督
- 5月5日 - 佐藤竹善、ミュージシャン（SING LIKE TALKING）
- 5月5日 - ジェイムズ・ラブリエ、ミュージシャン（Dream Theater）
- 5月5日 - 長田弘幸、パラリンピック・ノルディックスキー選手
- 5月6日 - アレッサンドラ・フェリ、バレリーナ
- 5月7日 - ダリガ・ナザルバエフ、政治家
- 5月8日 - ミシェル・ゴンドリー、映画監督、脚本家
- 5月8日 - 池田貴族、ミュージシャン（+ 1999年）
- 5月8日 - 新田純一、俳優
- 5月10日 - カルロス・ラフォン＝パリアス、調教師
- 5月10日 - 一条真也、作家
- 5月10日 - 佐久間庸和、実業家
- 5月11日 - 浜田雅功、お笑いタレント（ダウンタウン）
- 5月11日 - 相馬勝也、元プロ野球選手（+ 2013年）
- 5月12日 - ステファノ・モデナ、元F1ドライバー
- 5月12日 - 米たにヨシトモ、アニメ監督
- 5月15日 - 藤田恵美、歌手
- 5月15日 - 杉山孝一、野球選手
- 5月16日 - 横山真人、オウム真理教元幹部、元死刑囚（+ 2018年）
- 5月18日 - 飯島真理、ミュージシャン・声優・女優
- 5月18日 - レネー・ロカ、フィギュアスケート選手
- 5月20日 - 高木宣宏、元プロ野球選手
- 5月20日 - デビッド・ウェルズ、メジャーリーガー
- 5月21日 - 鈴木慶裕、元プロ野球選手
- 5月21日 - 三遊亭白鳥、落語家
- 5月21日 - エレーナ・ボドレゾワ、フィギュアスケート選手
- 5月21日 - ジル・アパップ、ミュージシャン
- 5月21日 - ピート・サンドヴァル、ミュージシャン
- 5月23日 - 中藤義雄、元プロ野球選手
- 5月24日 - イヴァン・カペリ、元F1ドライバー
- 5月24日 - 今石進、デザイナー、イラストレーター、漫画家
- 5月25日 - マイク・マイヤーズ、コメディアン・俳優
- 5月27日 - いっこく堂、腹話術師
- 5月28日 - 神戸浩、俳優
- 5月29日 - 片山右京、元F1ドライバー
- 5月29日 - 伊藤敦規、元プロ野球選手
- 5月29日 - 森博幸、元プロ野球選手
- 5月30日 - 向井政生、TBSアナウンサー（+ 2023年）
- 5月30日 - 西沢浩一、元プロ野球選手
- 5月31日 - 原野優、元野球選手

### 6月
- 6月1日 - 斎藤智也、高校野球指導者
- 6月2日 - 鈴木英一郎、声優
- 6月3日 - 唐沢寿明、俳優
- 6月4日 - 樋口潮、テレビプロデューサー
- 6月4日 - ショーン・フィッツパトリック、ラグビーユニオン選手
- 6月5日 - 大熊利昭、政治家
- 6月6日 - ジェイソン・アイザックス、俳優
- 6月8日 - 宮崎剛、アクション監督、スーツアクター
- 6月9日 - ジョニー・デップ、俳優
- 6月9日 - 片平保彦、元プロ野球選手
- 6月10日 - レネ・ノヴォトニー、フィギュアスケート選手
- 6月12日 - 塩原恒夫、フジテレビアナウンサー
- 6月14日 - 菊地成孔、ジャズミュージシャン
- 6月15日 - ラッシャー板前、タレント（たけし軍団）
- 6月15日 - ヘレン・ハント、女優
- 6月16日 - 甲斐智枝美、元歌手・女優（+2006年）
- 6月16日 - ほんこん、お笑いタレント（130R）
- 6月16日 - 池井戸潤、小説家
- 6月16日 - サンドマン、元プロレスラー
- 6月17日 - ボビー・シグペン、元メジャーリーガー
- 6月17日 - 松本侑子、小説家
- 6月18日 - 吉住渉、漫画家
- 6月18日 - 竹下浩二、元プロ野球選手
- 6月20日 - 浜田一夫、元プロ野球選手
- 6月21日 - 羽原信義、日本の男性アニメ演出家
- 6月21日 - 長谷部徹、ドラマー（元T-SQUARE）
- 6月21日 - 青山剛昌、漫画家
- 6月22日 - 八角親方、第61代横綱北勝海
- 6月22日 - 藤野正剛、元プロ野球選手
- 6月22日 - 小田英明、プロ野球選手
- 6月22日 - 松本等しい（ダウソタウソ）、芸人
- 6月24日 - バーバラ・アンダーヒル、フィギュアスケート選手
- 6月25日 - ジョージ・マイケル、シンガーソングライター（+2016年）
- 6月25日 - 西本ひろ子、女優
- 6月26日 - ファルフ・ルジマートフ、バレエダンサー
- 6月27日 - 酒井勉、元プロ野球選手
- 6月28日 - 長峰由紀、TBSアナウンサー
- 6月28日 - 田子譲治、プロ野球選手
- 6月29日 - アンネ＝ゾフィー・ムター、ヴァイオリニスト
- 6月30日 - イングヴェイ・マルムスティーン、ギタリスト

### 7月
- 7月4日 - 大杉君枝、日本テレビアナウンサー（+ 2007年）
- 7月5日 - 水野有平、作詞作曲家
- 7月5日 - 原田賢治、元プロ野球選手
- 7月5日 - 吉岡知毅、プロ野球選手
- 7月6日 - 金城信夫、元プロ野球選手
- 7月11日 - 中島徹、漫画家（+ 2011年）
- 7月13日 - エリック宮城、トランペット奏者
- 7月13日 - 水野良、作家
- 7月13日 - 村上眞一、元プロ野球選手
- 7月14日 - 西川佳明、元プロ野球選手
- 7月15日 - 上村典子、声優
- 7月15日 - 伊藤優、元プロ野球選手
- 7月16日 - フィービー・ケイツ、元女優
- 7月18日 - 板尾創路、お笑いタレント（130R）
- 7月18日 - 和田隆志、政治家
- 7月18日 - マイク・グリーンウェル、元プロ野球選手
- 7月18日 - 黃相武、放送記者
- 7月19日 - マーク・キャリオン、元プロ野球選手
- 7月20日 - 森山良二、元プロ野球選手
- 7月20日 - アレクサンドル・ズーリン、フィギュアスケート選手
- 7月21日 - 勝村政信、俳優・タレント
- 7月21日 - 池田聡、シンガーソングライター
- 7月22日 - デニー・ゴンザレス、元メジャーリーガー
- 7月24日 - 河合奈保子、歌手
- 7月24日 - 今中大介、元自転車ロードレース選手・実業家
- 7月24日 - カール・マローン、元バスケットボール選手
- 7月24日 - Moo.念平、漫画家
- 7月25日 - 渡辺弘、元プロ野球選手
- 7月26日 - 古川慎一、元プロ野球選手
- 7月27日 - 寺田恵子、歌手（SHOW-YA）
- 7月27日 - 長谷場久美、重量挙げ選手
- 7月27日 - 安永沙都子、声優 （+ 1993年）
- 7月28日 - ライオネス飛鳥、元女子プロレスラー
- 7月30日 - リサ・クドロー、女優
- 7月30日 - クリス・マリン、元バスケットボール選手

### 8月
- 8月1日 - 若田光一、宇宙飛行士
- 8月1日 - 津村潔、元プロ野球選手
- 8月2日 - 山野さと子、歌手、声優
- 8月3日 - ジェイムズ・ヘットフィールド、ミュージシャン（メタリカのギタリスト）
- 8月3日 - 石川真、俳優
- 8月3日 - 本村信吾、元プロ野球選手
- 8月4日 - 沢田知可子、歌手
- 8月5日 - 後関昌彦、元プロ野球選手
- 8月6日 - 坂田和隆、プロ野球選手
- 8月6日 - 檀臣幸、声優（+ 2013年）
- 8月7日 - 平田広明、声優、俳優
- 8月7日 - 未知やすえ、お笑いタレント
- 8月8日 - 道木広志、テレビプロデューサー
- 8月8日 - 田中要次（BoBA）、俳優、監督
- 8月8日 - 篠原恵美、声優（+ 2024年）
- 8月8日 - 深見梨加、声優
- 8月8日 - 星野剛士、政治家
- 8月9日 - ホイットニー・ヒューストン、歌手、俳優（+ 2012年）
- 8月9日 - 渡辺浩司、元プロ野球選手
- 8月9日 - 石田敦子、漫画家、元アニメーター
- 8月9日 - 岩手富士祐一、大相撲力士 （+ 2020年）
- 8月9日 - アラン・メニュ、スイスのレーシングドライバー
- 8月10日 - ジェラルド・クラーク、元プロ野球選手
- 8月10日 - 高岡瓶々、声優
- 8月11日 - 槙原寛己、元プロ野球選手、野球解説者
- 8月11日 - 吉田戦車、漫画家
- 8月11日 - 友道康夫、調教師
- 8月11日 - 若井基安、元プロ野球選手
- 8月12日 - 北尾光司、第60代横綱・双羽黒光司、プロレスラー、総合格闘家（+ 2019年[27]）
- 8月12日 - 鈴木みそ、漫画家
- 8月12日 - 斉藤学、元プロ野球選手
- 8月12日 - 中野テルヲ、ミュージシャン
- 8月13日 - 栗原みきこ、声優
- 8月14日 - 別府修作、元プロ野球選手
- 8月15日 - 麻生祐未、女優
- 8月15日 - アレハンドロ＝ゴンサレス・イニャリトゥ、映画監督、脚本家
- 8月15日 - 陳義信、元プロ野球選手
- 8月15日 - ヴァレーリィ・レヴォネフスキー、ベラルーシの政治家、社会活動家、起業家、元政治囚
- 8月16日 - 伊藤智也、車椅子陸上アスリート
- 8月16日 - ターザン後藤、格闘家（+ 2022年）
- 8月19日 - 泉房穂、政治家
- 8月19日 - Monday満ちる、ミュージシャン、女優
- 8月21日 - 高樹沙耶、元女優
- 8月24日 - 小島秀夫、ゲームクリエイター・メタルギアソリッド制作者
- 8月26日 - 清水敏男 (政治家)、政治家
- 8月26日 - 大村慎一、官僚
- 8月27日 - 金村義明、元プロ野球選手
- 8月27日 - 手島いさむ、ギタリスト、ユニコーンのメンバー
- 8月28日 - 香西かおり、演歌歌手
- 8月28日 - 仙波さとみ、ミュージシャン（SHOW-YA）
- 8月28日 - 森重樹一、ミュージシャン（ZIGGY）
- 8月29日 - 宮坂ひろし、俳優
- 8月29日 - 前田哲、監督
- 8月30日 - 小山昌男、元プロ野球選手
- 8月31日 - 萩生田光一、政治家

### 9月
- 9月5日 - 井上隆智穂、元F1ドライバー
- 9月6日 - ROLLY、ミュージシャン
- 9月8日 - 松本人志、お笑いタレント（ダウンタウン）
- 9月8日 - 渡辺伸治、元プロ野球選手
- 9月9日 - 長尾一徳、実業家
- 9月10日 - ランディ・ジョンソン、メジャーリーガー
- 9月12日 - 大刀光、プロレスラー、元大相撲力士
- 9月12日 - ラリサ・セレズネワ、フィギュアスケート選手
- 9月14日 - 福山芳樹、歌手
- 9月14日 - 福澤朗、元日本テレビアナウンサー
- 9月16日 - リチャード・マークス、シンガーソングライター
- 9月17日 - 蝶野正洋、プロレスラー
- 9月17日 - ジェレミー・ノスィーダ、調教師
- 9月17日 - 松岡ゆみこ、女優・タレント
- 9月19日 - 島田歌穂、女優
- 9月19日 - 清水義之、元プロ野球選手
- 9月19日 - デビッド・シーマン、元サッカー選手
- 9月19日 - 井上和彦、ジャーナリスト
- 9月21日 - 佐村河内守、音楽家
- 9月21日 - セシル・フィルダー、元プロ野球選手
- 9月21日 - 葛城弘樹、野球選手
- 9月23日 - 勝呂壽統、元プロ野球選手
- 9月23日 - ハオ・モニラット、外交官
- 9月24日 - MAGUMI、ミュージシャン（レピッシュ）
- 9月24日 - 古川利行、元プロ野球選手
- 9月26日 - あおい洋一郎、声優
- 9月27日 - 大村芳昭、政治家
- 9月28日 - 畑浩治、政治家
- 9月28日 - 宝野アリカ、歌手
- 9月28日 - エリック・コマス、元F1ドライバー

### 10月
- 10月1日 - マーク・マグワイア、元メジャーリーガー
- 10月1日 - 広坂安伸、NHKアナウンサー
- 10月2日 - 吉田大八、CMディレクター、映画監督
- 10月4日 - いしかわこうじ、絵本作家・イラストレーター
- 10月4日 - 山中博一、プロ野球選手
- 10月5日 - 琴ヶ梅剛史、元大相撲力士・関脇
- 10月9日 - 安田忠夫、プロレスラー、元大相撲力士・小結孝乃富士
- 10月11日 - 上野洋子、ミュージシャン、歌手、音楽プロデューサー
- 10月12日 - 今敏、アニメ監督、漫画家（+ 2010年）
- 10月15日 - 平藤真吾、将棋棋士
- 10月16日 - 瀬藤正則、歌手
- 10月16日 - 佐藤文男、元プロ野球選手
- 10月16日 - 仁比聡平、弁護士
- 10月17日 - ミスターちん、タレント（B21スペシャル）
- 10月17日 - 石井宏、元プロ野球選手
- 10月21日 - 伊藤隆偉、元プロ野球選手
- 10月22日 - 大井久士、元プロ野球選手
- 10月22日 - ブライアン・ボイタノ、フィギュアスケート選手
- 10月23日 - 射手園眞一、野球選手
- 10月24日 - 村治学、声優
- 10月24日 - 中川明仁、元プロ野球選手
- 10月25日 - 横山北斗、評論家、元衆議院議員
- 10月27日 - 金丸淳一、声優
- 10月28日 - 中田雅之、声優
- 10月28日 - ローレン・ホリー、女優
- 10月29日 - むたあきこ、声優
- 10月30日 - トッド・サンド、フィギュアスケート選手
- 10月31日 - フレッド・マグリフ、元メジャーリーガー
- 10月31日 - ドゥンガ、元サッカー選手

### 11月
- 11月1日 - リック・アレン  (Rick Allen (drummer)) 、ミュージシャン・ドラマー（デフ・レパード）
- 11月4日 - リリー・フランキー、イラストレーター、エッセイスト
- 11月4日 - NOKKO、歌手（元レベッカ）
- 11月4日 - 小池均、元プロ野球選手
- 11月5日 - テータム・オニール、女優
- 11月5日 - ジャン＝ピエール・パパン、元サッカー選手
- 11月6日 - 荒木香衣、声優
- 11月6日 - 伊原剛志、俳優
- 11月6日 - 鳥海勝美、声優
- 11月7日 - 色川京子、声優
- 11月7日 - 松村雄基、俳優
- 11月8日 - 藤本博史、元プロ野球選手
- 11月10日 - 郭進興、元野球選手
- 11月10日 - ヒュー・ボネヴィル、イギリスの俳優
- 11月11日 - 田中良生、政治家
- 11月12日 - 三代目魚武濱田成夫、詩人
- 11月12日 - 寺島進、俳優
- 11月13日 - 井原巧、政治家
- 11月14日 - 山本幸二、元プロ野球選手
- 11月14日 - 古溝克之、元プロ野球選手
- 11月14日 - あめくみちこ、女優
- 11月15日 - 大豊泰昭、元プロ野球選手（+ 2015年）
- 11月15日 - 岡田秀文、小説家・推理作家
- 11月16日 - 石橋祐、俳優
- 11月17日 - 中丸啓、政治家
- 11月18日 - ダンテ・ビシェット、元メジャーリーガー
- 11月18日 - 音重鎮、元プロ野球選手
- 11月18日 - ピーター・シュマイケル、元サッカー選手
- 11月20日 - 朝本浩文、音楽プロデューサー（+ 2016年[28]）
- 11月20日 - 小林千絵、歌手・タレント
- 11月20日 - ミン・ナ、女優、声優
- 11月20日 - 鈴木貴久、元プロ野球選手（+ 2004年）
- 11月20日 - 川本和宏、元プロ野球選手
- 11月21日 - 田久保尚英、テレビ西日本アナウンサー
- 11月22日 - 相沢恵子[29]、声優
- 11月23日 - 鷹森淑乃、声優
- 11月26日 - 最相葉月、ノンフィクションライター・編集者
- 11月26日 - 3代目市川右團次、歌舞伎俳優
- 11月28日 - 清水信明、元プロ野球選手
- 11月28日 - ウォルト・ワイス、MLB監督、元メジャーリーガー
- 11月30日 - 柳家喬太郎、落語家

### 12月
- 12月3日 - カトキハジメ、メカニックデザイナー
- 12月4日 - セルゲイ・ブブカ、陸上選手
- 12月4日 - バーナード・ブリトー、元プロ野球選手
- 12月4日 - ヨゼフ・サボフチク、フィギュアスケート選手
- 12月5日 - 村田真一、元プロ野球選手
- 12月7日 - 角田美喜、ミュージシャン（SHOW-YA）
- 12月7日 - 寺田克也、イラストレーター・漫画家
- 12月7日 - シェーン・マック、元プロ野球選手
- 12月7日 - 平塚利男、発明家、事業家
- 12月8日 - 川田利明、プロレスラー
- 12月9日 - 皇后雅子、天皇陛下の妃
- 12月11日 - 田村直美、歌手（元PEARL）
- 12月11日 - 中村稔、元プロ野球選手、審判
- 12月11日 - 森若香織、歌手（GO-BANG'S）・女優
- 12月12日 - 折笠愛[30]、声優
- 12月13日 - 岡崎京子、漫画家
- 12月18日 - ブラッド・ピット、俳優
- 12月18日 - イザベル・デュシュネー、フィギュアスケート選手
- 12月19日 - ジェニファー・ビールス、女優
- 12月22日 - ルナ・H・ミタニ、画家・芸術家
- 12月24日 - 高須光聖、放送作家
- 12月26日 - ラーズ・ウルリッヒ、ドラマー（メタリカ）
- 12月31日 - 小錦八十吉、元大関・タレント
- 12月31日 - マヌエル・エストゥアルド・ロルダン・バリジャス、外交官

### 月日不明
- 青地伯水 - ドイツ文学者、京都府立大学文学部教授
- 岡田晴恵 - 公衆衛生学者、白鷗大学教育学部教授
- 菅野朋子 - ノンフィクション作家
- 香月日輪 - 小説家（+ 2014年）
- 黌農重盛 - 音楽家
- 福嶋尚哉 - 作曲家・編曲家

## 死去

### 1月
- 1月2日 - ディック・パウエル、俳優（* 1904年）
- 1月3日 - 石原忍、医学者・眼科医（* 1879年）
- 1月5日 - ロジャース・ホーンスビー、元メジャーリーガー（* 1896年）
- 1月7日 - エリック・ルンドクヴィスト、陸上競技選手（* 1908年）
- 1月13日 - シルバヌス・オリンピオ、トーゴの政治家、初代大統領（* 1902年）
- 1月13日 - ソニー・クラーク、ジャズピアニスト（* 1931年）
- 1月29日 - ロバート・フロスト、詩人（* 1874年）
- 1月30日 - フランシス・プーランク、作曲家（* 1899年）

### 2月
- 2月2日 - 大倉喜七郎、実業家（* 1882年）
- 2月6日 - ピエロ・マンゾーニ、美術家（* 1933年）
- 2月6日 - 岡本良雄、児童文学作家 (* 1913年)
- 2月9日 - アブドルカリーム・カーシム、イラク首相（* 1914年）
- 2月11日 - 西村伊作、教育者・文化学院創立者（* 1884年）
- 2月11日 - シルヴィア・プラス、詩人・小説家（* 1932年）
- 2月13日 - 矢島保治郎、探検家・軍人 (* 1882年)
- 2月16日 - ライタ・ラースロー、作曲家（* 1892年）
- 2月18日 - 徳川家正、日本の貴族院議長（* 1884年）
- 2月19日 - スヴャトスラフ・クヌシェヴィツキー、チェリスト（* 1908年）
- 2月20日 - フェレンツ・フリッチャイ、指揮者（* 1914年）
- 2月21日 - 加納久朗、千葉県知事（* 1886年）
- 2月26日 - 中村地平、小説家 (* 1908年)
- 2月28日 - エッパ・リクシー、メジャーリーグベースボール選手（* 1891年）

### 3月
- 3月4日 - 菅野圭介、洋画家（* 1909年）
- 3月8日 - 津田秀水、活動弁士（* 1896年）
- 3月12日 - 菅野力夫、探検家（* 1887年）
- 3月16日 - エリーザベト・マリー・ペツネック、ハプスブルク家大公女（* 1883年）
- 3月20日 - 柳さく子、女優（* 1902年）
- 3月22日 - アーチボルド・ジョイス、作曲家（* 1873年）
- 3月23日 - トアルフ・スコーレム、数学者（* 1887年）
- 3月30日 - アレクサンドル・ガウク、指揮者（* 1893年）

### 4月
- 4月3日 - アルマ・リチャーズ、陸上競技選手（* 1890年）
- 4月5日 - 石井茂吉、写研設立者（* 1887年）
- 4月6日 - オットー・シュトルーベ、天文学者（* 1897年）
- 4月7日 - 矢筈山登、元力士（*1888年）
- 4月8日 - 安藤幸、ヴァイオリニスト（* 1878年）
- 4月9日 - ベンノ・モイセイヴィチ、ピアニスト（* 1890年）
- 4月13日 - ルイス・ソモサ・デバイレ、ニカラグア大統領（* 1922年）
- 4月14日 - 野村胡堂、小説家・音楽評論家（* 1882年）
- 4月14日 - アルトゥール・ヨナート、陸上競技選手（* 1909年）
- 4月17日 - 徳川好敏、日本陸軍のパイロット（* 1884年）
- 4月18日 - 夏目鏡子、夏目漱石の妻（* 1877年）

### 5月
- 5月6日 - セオドア・フォン・カルマン、物理学者（* 1881年）
- 5月6日 - 久保田万太郎、小説家・劇作家（* 1889年）
- 5月11日 - ハーバート・ガッサー、生理学者（* 1888年）
- 5月12日 - ボビー・カー、陸上競技選手（* 1882年）
- 5月16日 - オレグ・ペンコフスキー、ソビエト連邦軍大佐、アメリカ合衆国・イギリスのスパイ（* 1919年）
- 5月22日 - 松林桂月、日本画家（* 1876年）
- 5月23日 - 宮澤裕、政治家（* 1884年）
- 5月23日 - ギャビー・クラバス、メジャーリーガー（* 1881年）
- 5月27日 - グリゴリス・ランブラキス、政治家（* 1912年）
- 5月31日 - 星田三平、探偵小説家 (* 1913年)

### 6月
- 6月1日 - アルフレッド・V・キダー、考古学者（* 1885年）
- 6月3日 - ヨハネ23世、第261代ローマ教皇（* 1881年）
- 6月8日 - 富本憲吉、陶芸家（* 1886年）
- 6月11日 - ティック・クアン・ドック、仏教弾圧に抗議して焼身自殺した僧（* 1897年）
- 6月11日 - チャールズ・ソーンスウェイト、地理学者（* 1899年）
- 6月11日 - 長谷川伸、小説家・劇作家（* 1884年）
- 6月27日 - ジョン・モーリス・クラーク、経済学者（* 1884年）
- 6月28日 - フランク・ベーカー、元メジャーリーガー（* 1886年）

### 7月
- 7月14日 - 宇井伯寿、曹洞宗の僧侶・仏教学者（* 1882年）
- 7月19日 - 山之口貘、詩人（* 1903年）
- 7月28日 - 三好栄子、女優（* 1894年）

### 8月
- 8月7日 - 大島みち子、書簡集「愛と死をみつめて」の登場人物（* 1942年）
- 8月11日 - 武藤嘉門、岐阜県知事（* 1870年）
- 8月22日 - ウィリアム・モリス (初代ナフィールド子爵)、実業家・モーリス創業者（* 1877年）
- 8月27日 - W・E・B・デュボイス、公民権運動指導者（* 1868年）
- 8月31日 - ジョルジュ・ブラック、画家（* 1882年）

### 9月
- 9月4日 - ロベール・シューマン、政治家、欧州連合創設者の一人（* 1886年）
- 9月12日 - モデスト・アルトシュラー、作曲家（* 1873年）
- 9月14日 - 佐藤玄々、彫刻家（* 1888年）
- 9月17日 - エドゥアルト・シュプランガー、哲学者・心理学者・教育学者（* 1882年）
- 9月21日 - 河田烈、日本の大蔵大臣（* 1883年）
- 9月25日 - クルト・ツァイツラー、ドイツ陸軍総司令部参謀長（* 1895年）

### 10月
- 10月8日 - レメディオス・バロ、画家（* 1908年）
- 10月11日 - ジャン・コクトー、前衛芸術家（* 1889年）
- 10月11日 - 武知勇記、政治家（* 1894年）
- 10月11日 - エディット・ピアフ、歌手（* 1915年）
- 10月16日 - 宮原清、実業家、日本社会人野球協会初代会長（* 1882年）
- 10月20日 - 西村正美、政治家
- 10月25日 - ロジェ・デゾルミエール、指揮者（* 1898年）
- 10月25日 - 渋沢敬三、実業家（* 1896年）
- 10月30日 - ヒューゴー・オフラハーティ、カトリック司祭（* 1898年）

### 11月
- 11月2日 - ゴ・ディン・ジエム、ベトナム共和国（南ベトナム）大統領（* 1901年）
- 11月9日 - 勝沼精蔵、医学者（* 1886年）
- 11月10日 - 畑中武夫、天文学者（* 1914年）
- 11月15日 - フリッツ・ライナー、指揮者（* 1888年）
- 11月17日 - メリト・アコスタ、メジャーリーガー（* 1896年）
- 11月21日 - ロバート・フランクリン・ストラウド、犯罪者・鳥類研究家（* 1887年）
- 11月22日 - C・S・ルイス、作家（* 1893年）
- 11月22日 - オルダス・ハクスリー、作家（* 1894年）
- 11月22日 - ジョン・F・ケネディ、第35代アメリカ合衆国大統領（* 1917年）
- 11月24日 - リー・ハーヴェイ・オズワルド、ケネディ殺害被疑者（* 1939年）
- 11月29日 - エルネスト・レクオーナ、作曲家（* 1896年）

### 12月
- 12月2日 - トーマス・ヒックス、陸上競技選手（* 1875年）
- 12月2日 - ヴォイテク (兵隊クマ)（* 1942年）
- 12月5日 - カール・アマデウス・ハルトマン、作曲家（* 1905年）
- 12月10日 - 大田洋子、小説家 (* 1906年)
- 12月12日 - テオドール・ホイス、初代ドイツ連邦大統領（* 1884年）
- 12月12日 - 小津安二郎、映画監督（* 1903年）
- 12月14日 - ダイナ・ワシントン、ジャズ歌手（* 1924年）
- 12月15日 - 力道山、プロレスラー（* 1924年）
- 12月25日 - トリスタン・ツァラ、詩人（* 1896年）
- 12月26日 - ゴージャス・ジョージ、プロレスラー（* 1915年）
- 12月28日 - パウル・ヒンデミット、作曲家（* 1895年）

### 月日不明
- 謝花凡太郎（* 1891年）

## ノーベル賞
- 物理学賞 - ユージン・ウィグナー（アメリカ）、マリア・ゲッパート＝メイヤー（アメリカ）、ヨハネス・ハンス・イェンゼン（ドイツ）
- 化学賞 - カール・ツィーグラー（ドイツ）、ジュリオ・ナッタ（イタリア）
- 生理学・医学賞 - アラン・ロイド・ホジキン（イギリス）、アンドリュー・フィールディング・ハクスリー（イギリス）、ジョン・カリュー・エクレス（オーストラリア）
- 文学賞 - イオルゴス・セフェリス（ギリシア）
- 平和賞 - 赤十字国際委員会 国際赤十字赤新月社連盟